# واين أوسبورن
واين أوسبورن (بالإنجليزية: Wayne Osborne)‏ (14 يناير 1977 في المملكة المتحدة - ) هو لاعب كرة قدم بريطاني في مركز الدفاع. لعب مع نادي يورك سيتي وبيشوب أوكلاند ‏.